# Ліга чемпіонів УЄФА серед жінок
Ліга чемпіонів УЄФА серед жінок (англ. UEFA Women's Champions League) — щорічний футбольний турнір, що проводиться поміж європейськими жіночими командами, які найбільш успішно виступили в національних чемпіонатах попереднього сезону. Турнір запроваджено УЄФА в 2001 році.
Ліон є найуспішнішим клубом в історії змагань, який вигравав титул вісім разів, у тому числі п’ять титулів поспіль з 2016 по 2020 рік.

## Історія

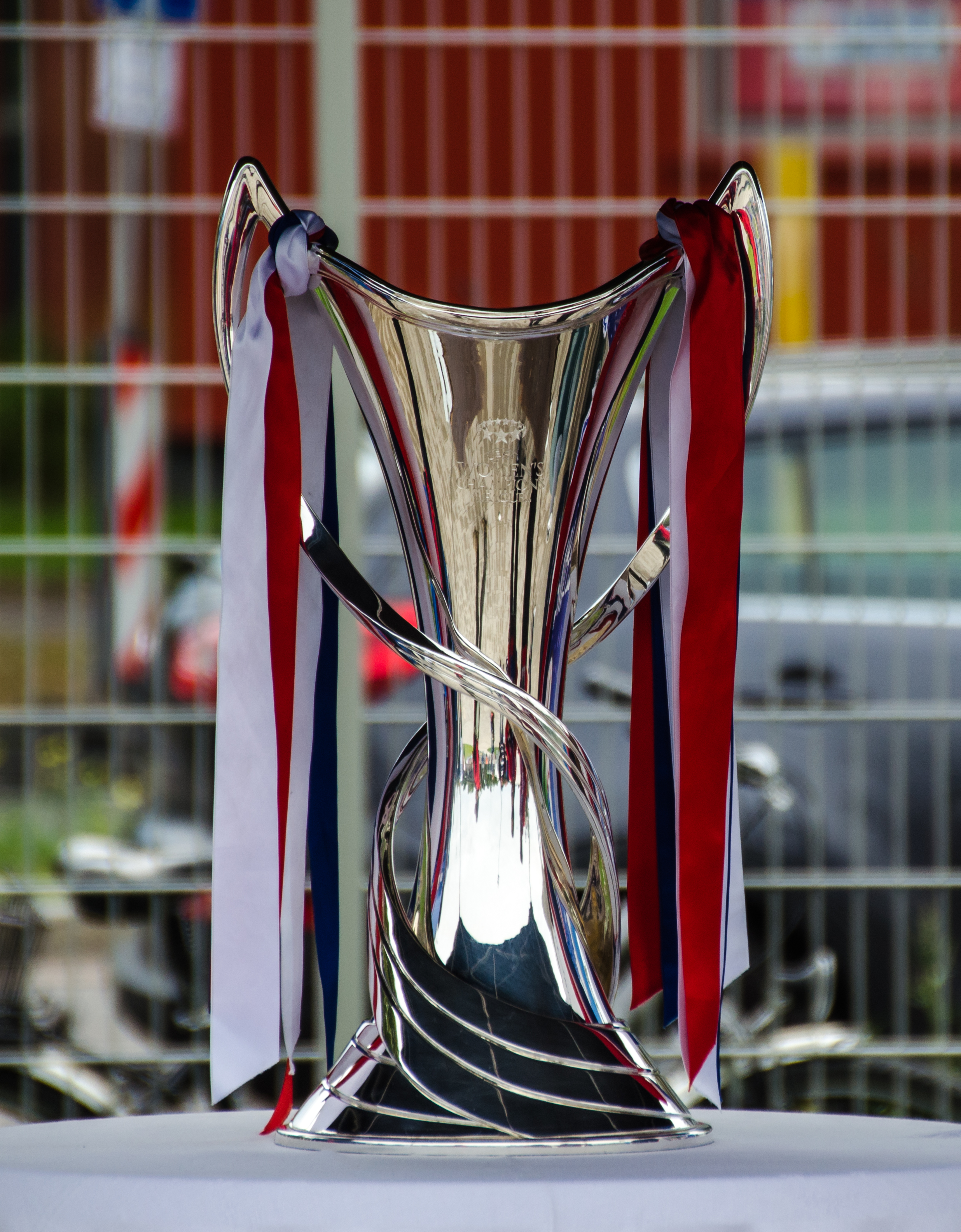
Головний трофей Ліги чемпіонів УЄФА

Турнір започатковано як Кубок УЄФА в 2001 році. Перший турнір складався з попереднього раунду, на другому етапі тридцять дві команди в групах по чотири команди виявляли переможців груп, які в плей-оф виявили володаря Кубка.
У сезоні 2004—05 перший раунд складався з групового раунду (дев'ять груп по чотири команди), на другому етапі також груповий раунд (чотири групи по чотири команди). На третьому етапі в плей-оф виявляли володаря Кубка.
З сезону 2009—10 змінилась назва турніру на Лігу чемпіонів, проте формат турніру залишився без змін. Змінилась кількість учасників з 32-х у 2001 році до 61-го в сезоні 2017—18.
З сезону 2021—22 було введено новий формат: перші шість асоціацій в таблиці коефіцієнтів УЄФА представлено трьома командами, асоціації, які займають місця з 7-го по 16-е в таблиці коефіцієнтів УЄФА, зможуть виставити по дві команди, чемпіони трьох провідних національних чемпіонатів автоматично потрапляють у створений груповий етап з 4-х груп по 4 команди в кожній. По дві найкращі команди з кожної групи виходять у чвертьфінал, кваліфікаційна стадія стала включати раунди шляхів чемпіонів і представників ліг. Також права на трансляції матчів стали централізованими.

## Переможці та фіналісти
| Клуб            | Переможець | Фіналіст | Переможні роки                                 | Роки фіналів           |
| --------------- | ---------- | -------- | ---------------------------------------------- | ---------------------- |
| Олімпік Ліон    | 8          | 3        | 2011, 2012, 2016, 2017, 2018, 2019, 2020, 2022 | 2010, 2013, 2024       |
| Франкфурт       | 4          | 2        | 2002, 2006, 2008, 2015                         | 2004, 2012             |
| Барселона       | 3          | 3        | 2021, 2023, 2024                               | 2019, 2022, 2025       |
| Вольфсбург      | 2          | 4        | 2013, 2014                                     | 2016, 2018, 2020, 2023 |
| Умео            | 2          | 3        | 2003, 2004                                     | 2002, 2007, 2008       |
| Турбін Потсдам  | 2          | 2        | 2005, 2010                                     | 2006, 2011             |
| Арсенал         | 2          | 0        | 2007, 2025                                     |                        |
| Дуйсбург        | 1          | 0        | 2009                                           |                        |
| Парі Сен-Жермен | 0          | 2        |                                                | 2015, 2017             |
| Фортуна         | 0          | 1        |                                                | 2003                   |
| Юргорден        | 0          | 1        |                                                | 2005                   |
| Зірка-2005      | 0          | 1        |                                                | 2009                   |
| Тиреше          | 0          | 1        |                                                | 2014                   |
| Челсі           | 0          | 1        |                                                | 2021                   |

## Найкращі бомбардирки
Станом на 27 березня 2025 року 

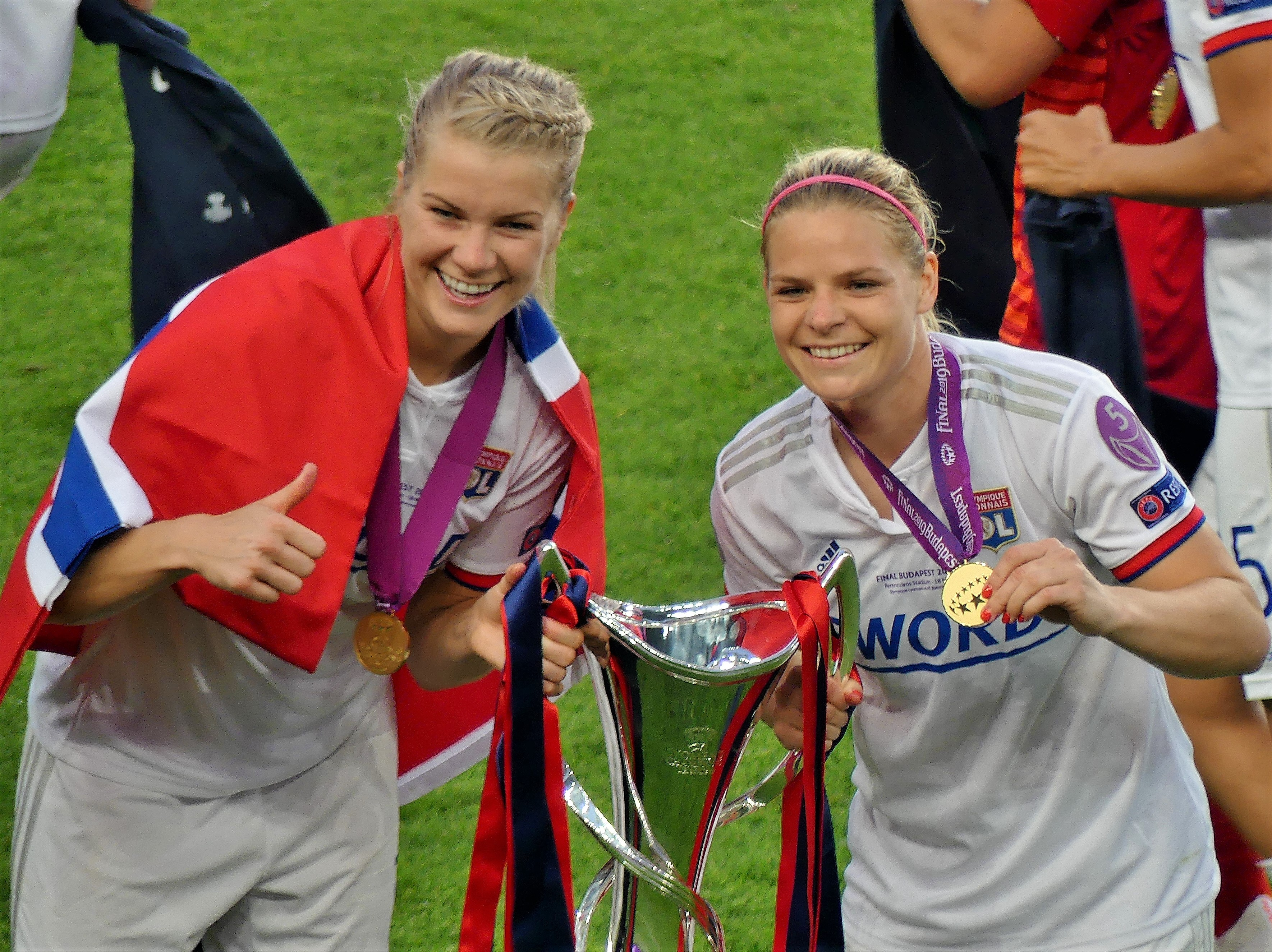
Нападниці клубу «Олімпік Ліон» Ада Хегерберг та Ежені Ле Соммер з кубком Ліги Чемпіонів УЄФА

Жирним виділено футболісток, які продовжують виступати.
| №  | Футболістка     | Голи | Клуби                                           |
| -- | --------------- | ---- | ----------------------------------------------- |
| 1  | Ада Хегерберг   | 66   | Стабек, Турбіне, Олімпік Ліон                   |
| 2  | Аня Міттаг      | 51   | Турбіне, Русенгорд, Парі Сен-Жермен, Вольфсбург |
| 3  | Ежені Ле Соммер | 50   | Олімпік Ліон                                    |
| 4  | Конні Полерс    | 48   | Турбіне, Франкфурт, Вольфсбург                  |
| 5  | Марта           | 46   | Умео, Тиреше, Русенгорд                         |
| 6  | Кім Літтл       | 43   | Гіберніан, Арсенал                              |
| 7  | Каміль Абілі    | 43   | Монпельє, Олімпік Ліон                          |
| 8  | Лотта Шелін     | 42   | Олімпік Ліон, Русенгорд                         |
| 9  | Пернілле Хардер | 41   | Лінчепінг, Вольфсбург, Челсі, Баварія           |
| 10 | Ніна Бургер     | 40   | Нойленґбах                                      |